# Interzato in pergola
In araldica il termine interzato in pergola indica lo scudo suddiviso in tre porzioni della stessa ampiezza da due linee oblique che partono dagli angoli superiori dello scudo e da una linea verticale che le incontra nel cuore, similarmente alla pezza onorevole pergola.
Esiste anche l'interzato in pergola rovesciata che è esattamente il capovolgimento del precedente, secondo un piano orizzontale.
Anche nell'interzato le linee di partizione possono essere alterate nelle varie forme presenti nell'araldica, e divenire quindi increspate, ondate, cuneate, ecc.
Alcuni araldisti utilizzano impropriamente il termine interzato in gherone.

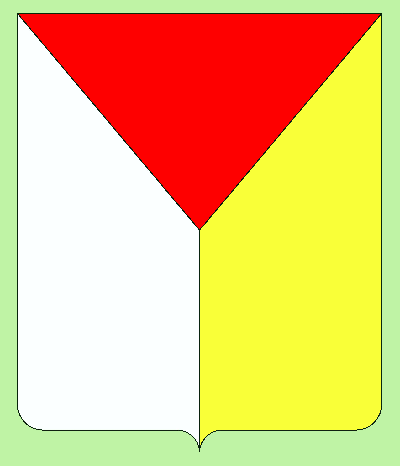
Interzato in pergola di rosso, d'argento e d'oro
Interzato in pergola (Provincia di Ferrara)
Interzato in pergola (Fredersdorf-Vogelsdorf, Germania)
Interzato in pergola rovesciata (Fai della Paganella)
Interzato in pergola rovesciata (Petershagen/Eggersdorf, Germania)